# Banu Lihyan
Els Banu Lihyan o lihyanites foren un poble i estat (Regne de Lihyan) de l'antiga Aràbia nord-occidental. S'han trobat inscripcions al nord de l'Hedjaz que conserven els noms d'almenys sis reis lihyanites; estan fetes en un alfabet semític del sud emparentat amb les escriptures subdaràbiques dedanita, tamudea i safaïtica, i precedent de l'àrab. El regne va existir uns quants segles en el període preislàmic. El seu centre degué ser la vall d'al-Ula amb al-Khurayba on estava l'antiga Dedan, una mica al sud del centre nabateu d'al-Hidjr (moderna Madain Salih). A la mateixa regió es troben inscripcions dedanites, minees, tamudees, nabatees, hebrees i àrabs. La seva deïtat principal era Dhu Ghabat i altres deïtats eren Hallah, Lat, Han-Uzzau, Han-Aktab, Ha-Kutbay, Baalsamen, Humam, Ha-Mahr, Khardji, Salman i Wadd.
Les inscripcions dedanites estan datades del segle vi aC o com a tard el V aC. La supremacia dedanita fou substituïda per la lihyanita en una data desconeguda, però es creu que el regne de Lihyan floria al segle iii aC. Les inscripcions minees correspondrien a una colònia comercial d'aquest poble al regne de Lihyan el segle iii aC, però no corresponen a una dominació política com s'havia pensat. Pels noms dels reis de Lihyan coneguts sembla que eren contemporanis almenys en part dels ptolemeus d'Egipte: un d'ells s'anomena Tlmy (Telemy) que seria Ptolemeu però una altra teoria el fa un nom semita, Talmay (nom que portava un rei de Gessur). Probablement foren eliminats pels nabateus en la seva expansió cap al sud: unes inscripcions nabatees al sud de Tayma assenyalen a un Masudu que es qualifica de rei de Lihyan; la seva datació és incerta, i podria ser del segle II o I aC, abans de la conquesta final de Dedan pels nabateus. No sembla probable la teoria de W. Caskel que són del segle I dC.
A les fonts àrabs islàmiques els lihyanites o Banu Lihyan són una fracció de la tribu Hudhayl amb la genealogia Lihyan ibn Hudhayl ibn Mudikra ibn al-Yas ibn Mudar. No se sap com els lihyanites van arribar a ser part de la tribu Hudhayl al segle VI en un territori entre la Meca i Taif, una mica allunyat del seu hàbitat original al nord-est de la Meca. La tradició àrab en perd la pista. Una tradició diu que els Banu Lihyan eren les restes del Djurhum o Djurham, una antiga tribu àrab que va emigrar del Iemen a la Meca i van integrar-se als Hudhayl i això seria un record nebulós del regne de Lihyan. En el període immediatament anterior i posterior a l'adveniment de l'Islam no tenen història separada dels Hudhayl. Posteriorment, pocs personatges es reclamen d'aquesta fracció: el gramàtic Ali ibn Khazim al-Lihyani (+837/838) en podria ser un, però algunes fonts afirmen que la seva nisba es devia en realitat a la seva barba (Lihya = barba).

## Reis coneguts
- Xahru vers 300 aC
- Ha Nuas (Hanios I) ibn Shahru vers 300
- Mani Lawdan vers 280-260
- Hamatu Gashmu ibn Mani Lawdan vers 260-150
- Zu Asfain Tahmai ibn Mani Lawdan vers 250 aC
- Tlmy o Telemy I ibn Mani Lawdan (Tolmai que seria Ptolemu, o el nom semita Talmay) vers 240 aC
- Ha Nuas (Hanios) ibn Telemy abans de 200 aC
- Tlmy o Telemy II ibn Ha Nuas vers 200 aC
- Abdan Ha Nuas (Hanios III) ibn Tolmai segle ii aC
- Masudu ?
- als nabateus vers 100 aC